# Daft Punk
Daft Punk — французький дует, заснований у Парижі, працював у напрямку електронної музики. Заснований 1993 року. Його учасниками були Ґі-Мануель де Омем-Крісто (Guy-Manuel de Homem-Christo) i Томас Бангальтер (Thomas Bangalter). Під час виступів музиканти традиційно ховали обличчя під футуристичними шоломами.
Отримали популярність у кінці 90-их як частина руху французького хаусу, і потім здобували успіх, комбінуючи елементи хаузу разом з фанком, техно, диско, рок та синті-поп музикою. Вдягають шоломи в більшості публічних виступів з 1999 року й дуже рідко дають інтерв'ю чи з'являються на телебаченні. З 1996 до 2008 менеджером був Педро Вінтер (також відомий як Busy P), голова Ed Banger Records.
Після того як інді-рок група Бангальто та Омем-Крісто Darlin' розпалась, вони почали експериментувати з драм-машинами та синтезаторами. Їх дебютний альбом Homework 1997 року отримав позитивні відгуки за підтримкою синглів "Around the World" та "Da Funk". Другий альбом, Discovery, складений з семплів старих пісень інших виконавців,мав ще більший успіх, за підтримкою таких синглів як "One More Time", "Digital Love" та "Harder, Better, Faster, Stronger". У березні 2005 Daft Punk випустили третій альбом, Human After All, який отримав змішані відгуки, тому що був надто схожий на попередній альбом, і не було такого прориву як в минулі рази, хоча сингли "Robot Rock" та "Technologic" здобули великого успіху у Великій Британії. 
У 2006–2007 роках Daft Punk вирушили в тур і випустили концертний альбом Alive 2007, який виграв Греммі за Найкращий електронний/танцювальний альбом. Написали музику до фільму Трон: Спадок, який вийшов 2010 року разом із саундтреком до фільму.
2013 залишили Virgin Records заради Columbia Records, і випустили свій четвертий альбом, Random Access Memories, який отримав приголомшливий успіх; головний сингл "Get Lucky" досягнув десятки найкращих у 32 країнах. Random Access Memories отримав 5 нагород Греммі 2014 року, включно з Альбомом року та Записом року за "Get Lucky". Daft Punk отримали свій перший номер один у Billboard Hot 100 за пісню "Starboy", співпраця з The Weeknd. На 2015 рік Daft Punk продали понад 12 мільйонів примірників альбомів по всьому світу.
22 лютого 2021 року культовий паризький дует електронної музики припинив своє існування. Музиканти оприлюднили відео під назвою «Epilogue» («Епілог»). Нині причина припинення існування гурту невідома.

## Дискографія

#### Реміксові альбоми
17 травня 2013 року лейблом Daft Life, за ексклюзивною ліцензією Columbia Records, було випущено четвертий студійний альбом групи під назвою «Random Access Memories».